# Pseudalmenus chlorinda
Pseudalmenus chlorinda là một loài bướm thuộc họ họ Bướm xanh (Lycaenidae). Nó sinh sống ở Úc.

## Phân loài
Pseudalmenus chlorinda được mô tả lần đầu bởi Emile Blanchard năm 1848. Các phân loài là:
- P. c. chlorinda tại Tasmania.[2]
- P. c. myrsilus tại vùng bảo vệ tại đông-nam Tasmania. Nó được xem là một phân loài hiếm theo Đạo luật Bảo vệ các loài bị Đe dọa Tasmania 1995.[3]
- P. c. zephyrus tại miền đông Victoria[2]
- P. c. fisheri tại vườn quốc gia Grampians, Victoria[2]
- P. c. chloris tại Katoomba và Mittagong, New South Wales[2]
- P. c. barringtonensis tại Barrington Tops, New South Wales[2]

## Phân bố và môi trường sống
Nó được tìm thấy tại miền Đông Nam Úc, gồm New South Wales, Victoria và Tasmania. Loài này chỉ hiện diện nơi những loài kiến bảo vệ và cây chủ cho ấu trùng sống.
Ấu trùng ăn nhiều loài thuộc chi Acacia gồm Acacia dealbata, Acacia decurrens, Acacia elata, Acacia mearnsii, Acacia melanoxylon, Acacia obtusata, Acacia pravissima, Acacia terminalis và Acacia trachyphloia.